# Gare de Dercy - Mortiers
Ne doit pas être confondu avec Gare de Dercy - Froidmont.
La gare de Dercy - Mortiers  est une ancienne gare ferroviaire française de la ligne de La Plaine à Hirson et Anor (frontière), située à cheval sur les territoires des communes de Mortiers et de Dercy, dans le département de l'Aisne, en région Hauts-de-France.

## Situation ferroviaire
Établie à 64 mètres d'altitude, la gare de Dercy - Mortiers est située au point kilométrique (PK) 154,843 de la ligne de La Plaine à Hirson et Anor (frontière), entre les gares ouvertes de Verneuil-sur-Serre (s'intercale la halte fermée de Barenton - Cohartille) et de Dercy - Froidmont.

## Histoire
La gare est mise en service le 30 octobre 1869 par la Compagnie des chemins de fer du Nord, lorsqu'elle inaugure la section de Laon à Vervins de sa ligne de Soissons à la frontière Belge.
Elle a été également le terminus de la ligne de Versigny à Dercy - Mortiers, qui était une voie ferrée d'intérêt local.
La gare est fermée[Quand ?].

## Patrimoine ferroviaire
Dans les années 2010, le bâtiment voyageurs est fermé et occupé.